# Альфонс Легро
Альфонс Легро (фр. Alphonse Legros; 8 травня 1837 — 8 грудня 1911) — французький художник. Малював побутові картини, портрети. Відомий майстер офорту.

## Біографія
Народився в місті Діжон. Батько був бухгалтером. Малий Легро приїздив до родичів у село, де краєвиди цієї частини Франції надихали на створення малюнків, пізніше офортів і картин. Художнє навчання отримав в мистецькій школі міста Діжон. Шість місяців працював в місті Ліон під керівництвом декоратора Бішо (Beuchot), що робив стінопис в каплиці кафедрального собору міста.

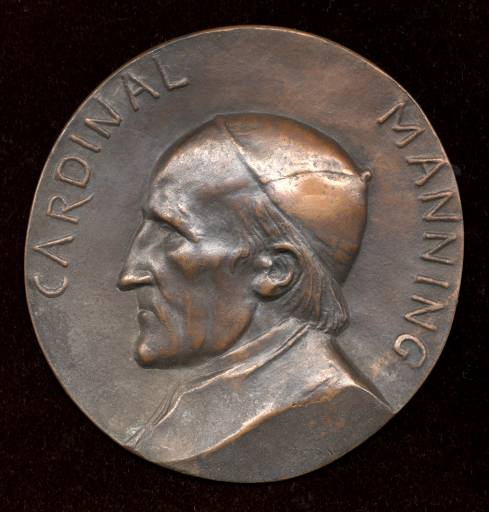
Кардинал Маннінг, медаль

Навчання продовжив в Парижі, де вивчав театрально-декораційне мистецтво. В цей період Легро почав бувати в Малій школі (the drawing-school of Lecoq de Boisbaudran), де вивчали графічні техніки. Там заприятелював з Жулем Далу та Огюстом Роденом. Пізніше Легро зробить декілька портретів Родена і Далу. З 1855 року Легро навчався в класах Школи красних мистецтв. Два його портрети було прийнято в Паризький Салон у 1857 році. У 1863 році Легро приїздив до Англії, а у 1864 році узяв шлюб з англійкою Френсіс Розетт Надсон. Серед знайомих художника — Джеймс Вістлер, який переконав художника, щоб той оселився в Британії. Легро заробляв на життя офортами і викладанням в Школі мистецтв Південного Кенсінгтона. З 1876 року він професор Університетського коледжу Лондона.
В Лондоні після відвідин Британського музею звернувся до створення медалей. Темами його офортів були уявні і реальні пейзажі Бургундії, замки Іспанії, серія аркушів на тему «Тріумф Смерті», в чому позначилася естетика модерну і декадансу.
Легро помер в містечку Вутфорт, Хемфордшир в Британії.

## Портрети пензля Альфонса Легро

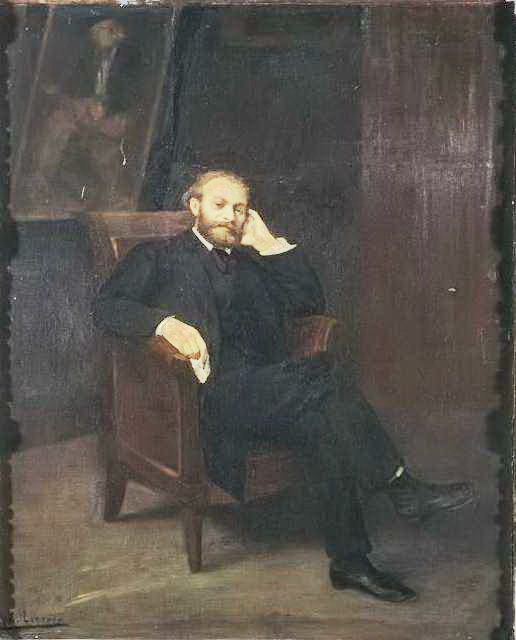
Художник Едуард Мане .Музей Малий палац, Париж.
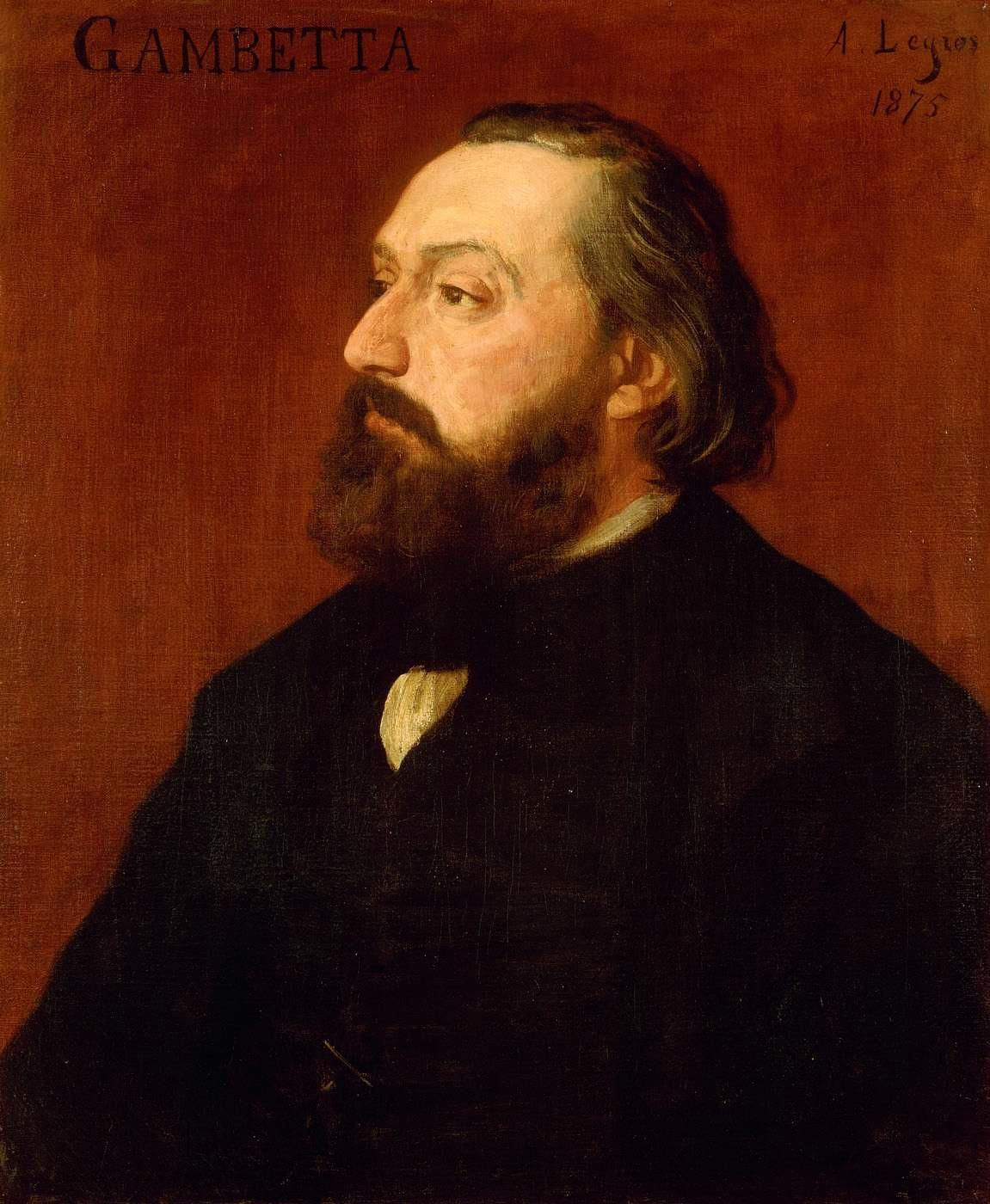
Портрет політика Леона Гамбетти.1875 р.

## Офорти Легро на сільські теми

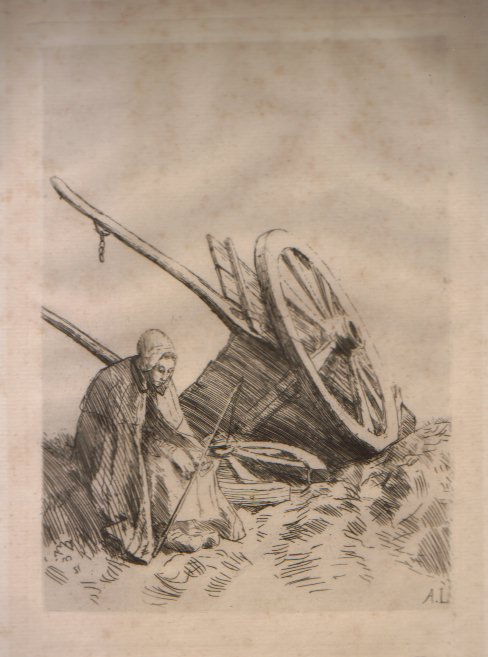
Зламався візок.
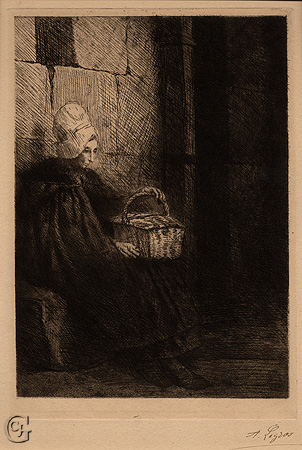
Селянка з кошиком
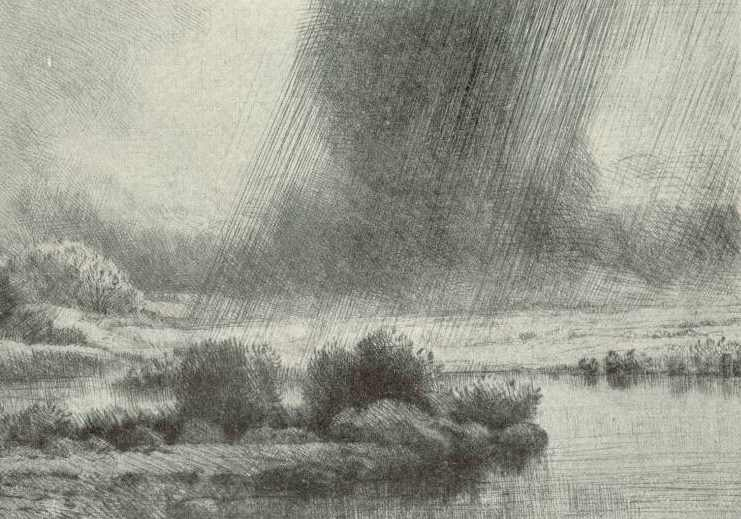
Дощ
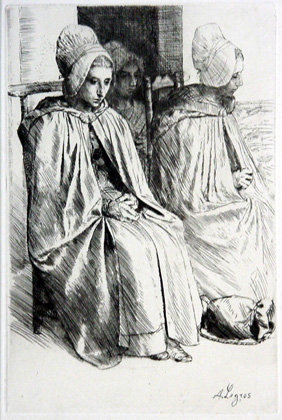
Селянки з Булоні, Франція.

## Офорти— портрети

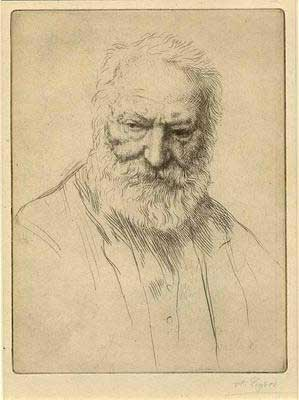
Письменник Віктор Гюго
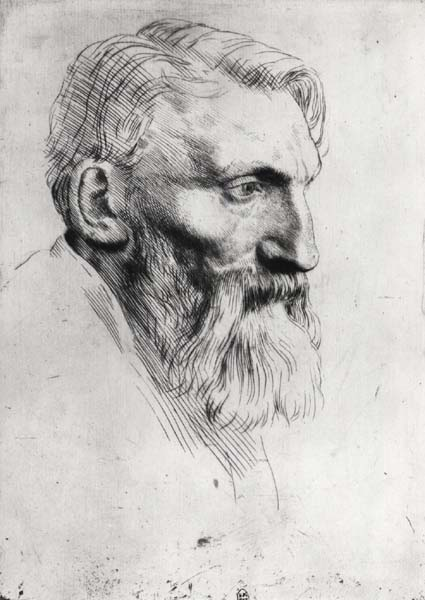
Скульптор Огюст Роден
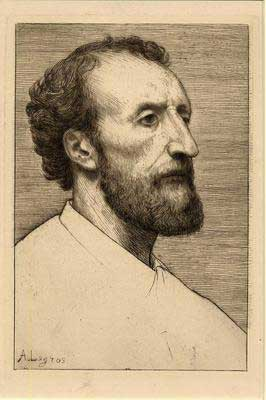
Еме-Жуль Далу
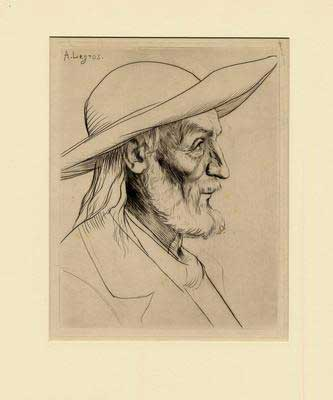
Голова селянина